# Villa Oud Holland
Villa Oud Holland is een villa aan de Nieuwe 's-Gravelandseweg 9 in de Noord-Hollandse plaats Bussum in de wijk het Spiegel. Het gebouw dateert uit circa 1903 en is een rijksmonument; ontworpen door de architect Cornelis Kruisweg. De architectuur van het gebouw is een overgangsarchitectuur uit de eerste helft van de 20ste eeuw, waarbij elementen uit chaletstijl en rationalisme zijn gecombineerd.